# Boom Blox Bash Party
Boom Blox Bash Party (на неанглоязычных территориях известна как Boom Blox Smash Party) — видеоигра-головоломка, основанная на законах физики. Разработана EA Los Angeles и издана Electronic Arts для игровой консоли Wii. Это сиквел Boom Blox, выпущенный 19 мая 2009 года в Северной Америке и 29 мая 2009 года в Европе. В игре представлено более 400 уровней, игроки могут загружать созданные ими уровни, а также делиться ими в Интернете. 28 января 2009 года было официально объявлено о завершении работы над Boom Blox и начале работы над её продолжением. Как и в случае с оригинальной игрой, она была разработана кинорежиссёром Стивеном Спилбергом, однако его имя не упоминается ни на одном уровне игры.
Геймплей Boom Blox Bash Party напоминает оригинал, но в нём меньше внимания уделяется режиму стрельбы, который, по словам разработчиков, был их наименее любимым режимом игры в Boom Blox. Игра была создана в рамках сделки между Electronic Arts и Стивеном Спилбергом, включающей в себя создание трех оригинальных игр. С апреля 2012 года EA отключила онлайн-серверы, что означало, что игроки больше не могут загружать и скачивать игры, созданные пользователями.

## Геймплей
Игра Boom Blox Bash Party имеет такой же игровой процесс, как и её предшественница, но в ней есть новый режим рогатки, а режим стрельбы менее значим, чем в первой игре. Включены новые среды: подводная среда и открытый космос. Игра включает в себя новые формы блоков: цилиндры и пандусы. Создан более обширный многопользовательский режим.
Boom Blox Bash Party изначально позволяла игрокам загружать собственные и созданные другими игроками и Electronic Arts уровни, отфильтрованные от любого неприемлемого контента. Игрок также мог загружать любые уровни, созданные кем-то из списка друзей Wii. В Boom Blox Bash Party не было кодов друзей, распространенного метода онлайн-игры в играх для Wii и Nintendo DS. Некоторые уровни, загруженные EA, включали уровни из оригинальной Boom Blox.
13 апреля 2012 EA отключила все серверы, лишив игроков возможности загружать и скачивать уровни.

## Разработка
18 ноября 2008 года издание Variety анонсировало разработку Bash Party. Релиз был назначен на весну 2009 года. 28 января 2009 года компанией EA Casual было анонсировано название Boom Blox Bash Party.
Игра разрабатывалась Electronic Arts совместно со Стивеном Спилбергом, как и предыдущая, как часть сделки 2005 года о создании трех оригинальных игр. Как только оригинальная игра Boom Blox была завершена — началась разработка следующей игры.
Продюсер Амир Рахими прокомментировал[что?]:
Было так много потока и новых идей, что я едва мог помешать им сделать продолжение

## Отзывы критиков
| Сводный рейтинг    | Сводный рейтинг |
| Агрегатор          | Оценка          |
| ------------------ | --------------- |
| GameRankings       | 87,35 %         |
| Metacritic         | 86/100          |
| Иноязычные издания |                 |
| Издание            | Оценка          |
| GameSpot           | 8,5/10          |
| IGN                | 8,5/10          |
| VideoGamer         | 9/10            |

Игра получила положительные отзывы критиков, набрав 86 баллов из 100 возможных на Metacritic.
Сайт компьютерных игр GameSpot оценил Bash Party на  8,5 баллов из 10.
Редакция IGN оценила Bash Party на  8,5 баллов из 10 и вручила ей награду IGN Editors' Choice Award, которая является знаком качества, присваиваемого только лучшим продуктам. X-Play от G4 оценил игру в 5 звёзд из 5.